# Suctoribates neotropicus
Suctoribates neotropicus är en kvalsterart som beskrevs av Balogh och Sandór Mahunka 1969. Suctoribates neotropicus ingår i släktet Suctoribates och familjen Rhynchoribatidae. Inga underarter finns listade i Catalogue of Life.